# Bousies
Bousies település Franciaországban, Nord megyében. Lakosainak száma 1770 fő (2022. január 1.). Bousies Poix-du-Nord, Vendegies-au-Bois, Croix-Caluyau, Fontaine-au-Bois, Forest-en-Cambrésis, Robersart és Ors községekkel határos.

## Népesség
A település népességének változása:
| Lakosok száma | 1724 | 1730 | 1746 | 1738 | 1740 | 1757 | 1766 | 1771 | 1770 |
|               | 2013 | 2015 | 2016 | 2017 | 2018 | 2019 | 2020 | 2021 | 2022 |